# Reforma walutowa Władysława Grabskiego

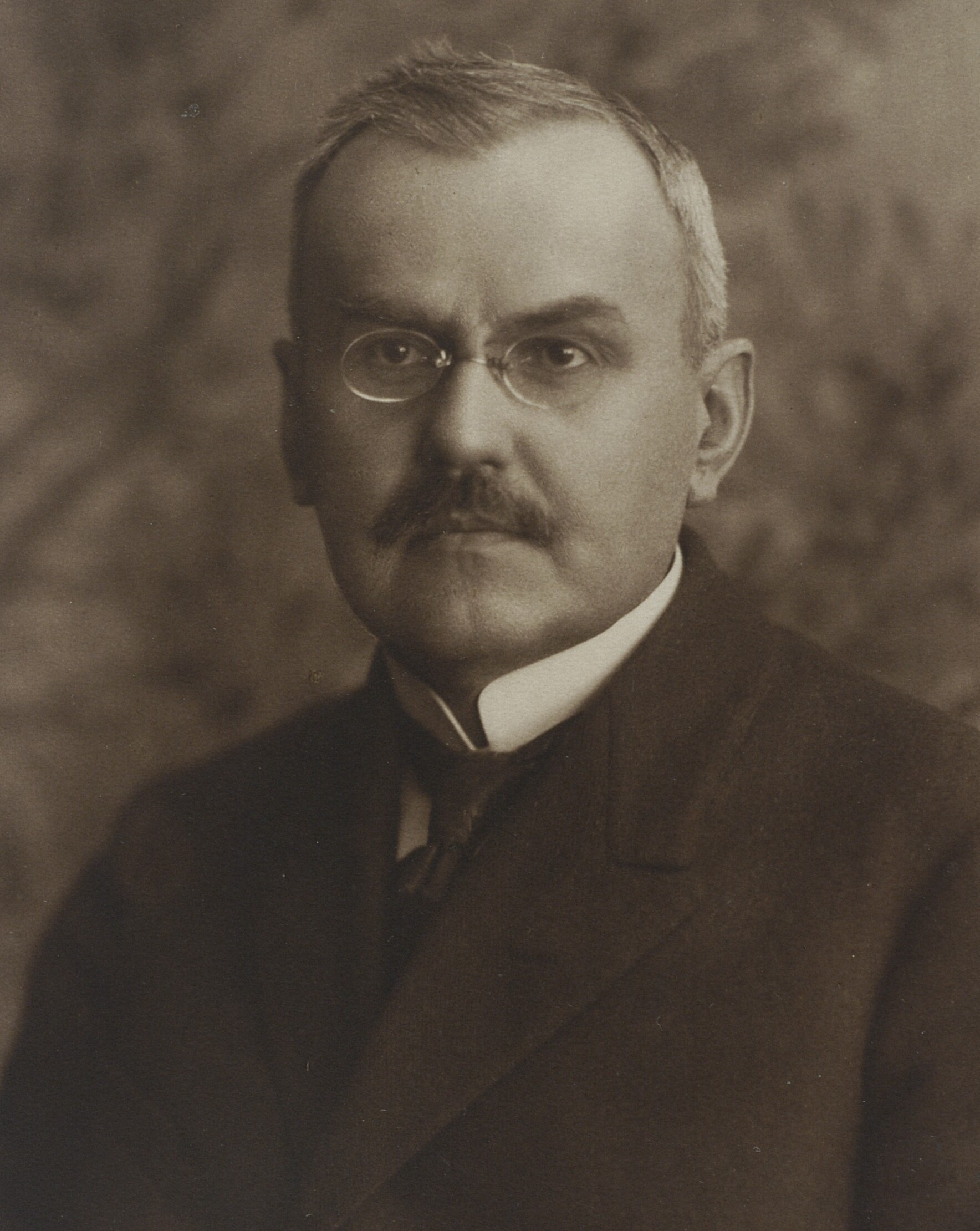
Władysław Grabski

Reforma walutowa Władysława Grabskiego – wprowadzona 1 kwietnia 1924 roku reforma walutowa w II Rzeczypospolitej, mająca na celu zwalczenie hiperinflacji.

## Tło
Po odzyskaniu niepodległości w listopadzie 1918 r. na terytorium II Rzeczypospolitej były początkowo w obiegu marka niemiecka, korona austriacka i marka polska (waluta Królestwa Polskiego). Dekretem Naczelnika Państwa z 7 grudnia tego roku marka polska stała się prawnym środkiem płatniczym w całym kraju, w następnym roku wycofano z obiegu korony austriackie, a w 1920 i 1922 r. marki niemieckie funkcjonujące na terenie Wielkopolski, Pomorza Wschodniego i Górnego Śląska.
Ustawą z 28 lutego 1919 r. Sejm zdecydował o wprowadzeniu w Polsce w przyszłości złotego zamiast lecha. W tym okresie debatowano nad powołaniem nowego banku emisyjnego pod nazwą Bank Polski w miejsce Polskiej Krajowej Kasy Pożyczkowej (PKKP), jednak ostateczne decyzje w tej sprawie były odwlekane. Stosownie do tej ustawy zamówiono za granicą banknoty oznakowane nazwą nieistniejącego jeszcze Banku Polskiego. W styczniu 1920 Sejm RP ustanowił jako jedyną walutę państwa polskiego markę polską.
W związku z trudną sytuacją skarbu w okresie wojny polsko-bolszewickiej i bezpośrednio po niej zarówno rząd, jak i przedsiębiorcy naciskali na Polską Krajową Kasę Pożyczkową na luzowanie polityki kredytowej. Było to realizowane z pomocą zwiększonej emisji pieniądza, w efekcie czego marka polska podlegała inflacji, a towary gwałtownie drożały. Mocno rósł także kurs powszechnego wówczas w obrocie dolara. Destabilizacji sytuacji budżetu sprzyjała postawa Sejmu, który nie godził się na radykalne urealnienie podatków oraz zmniejszenie wydatków Skarbu Państwa.
Po raz pierwszy Grabski został ministrem skarbu w okresie od grudnia 1919 do listopada 1920 r. Wprowadził wówczas wyższe stawki niektórych podatków, podatek przemysłowy i monopol loteryjny, jednak rozwijająca się wojna z Rosją spowodowała wzrost deficytu, który pokryto drukiem pieniądza. Latem 1920 r. upadł rząd Leopolda Skulskiego, obwiniony o klęskę wyprawy kijowskiej, a Grabski został premierem. Jesienią tego roku przedstawił projekt reformy walutowej, zakładający jako podstawę zrównoważenie finansów państwa, jednak nie doprowadził jej do końca, gdyż rząd podał się do dymisji po niepowodzeniu mediacji brytyjskiej w rozmowach z Sowietami, o którą poprosił na konferencji w Spa w zamian za ustępstwa w Galicji Wschodniej, Gdańsku, na Zaolziu i na kresach wschodnich. Grabskiego na stanowisku premiera zastąpił Wincenty Witos, który stworzył Rząd Obrony Narodowej.

## Niepowodzenia reform Grabskiego w rządzie Witosa
Po zakończeniu wojny z Sowietami sytuacja gospodarcza nadal się pogarszała, a inflacja rosła. Kurs dolara wzrósł sześciokrotnie, do 17 tys. marek polskich, ale po zabójstwie prezydenta Narutowicza w ciągu miesiąca wzrósł do 33 tys. marek. Grabski został ponownie ministrem skarbu w rządzie Władysława Sikorskiego, a po jego zastąpieniu przez drugi rząd Wincentego Witosa utrzymał stanowisko. W roku 1923 umiarkowana inflacja marki przerodziła się w okresie centroprawicowego (tzw. Chjeno-Piast) rządu Witosa w hiperinflację, co spowodowało niepokoje społeczne.
Grabski przedstawił wówczas trzyletni plan uporządkowania sytuacji finansowej i redukcji deficytu o wysokości 1,3 mld zł poprzez nowy podatek majątkowy (0,6 mld zł), pożyczkę zagraniczną (0,5 mld zł), pożyczkę krajową (0,1 mld zł) i emisję marki (0,1 mld zł), a także planował redukcję wydatków na wojsko i kolej. Dodatkowo doraźnie PKKP prowadziła interwencyjną sprzedaż dolarów w celu stabilizacji kursu marki. Ponieważ Witos nie wspierał dostatecznie Grabskiego w jego projektach, ten odszedł z funkcji ministra 1 lipca 1923 roku, a kurs dolara w drugim półroczu 1923 r. wzrósł ze 100 tys. marek do 6 mln marek.

## Reformy drugiego rządu Grabskiego

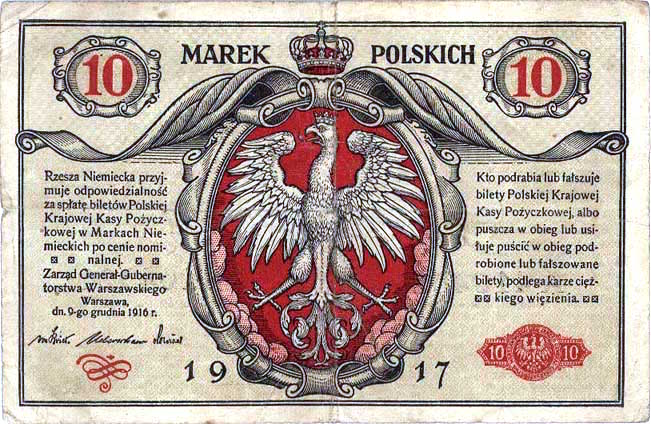
Marka polska, zlikwidowana w wyniku reformy Grabskiego (10 marek polskich z 1917)

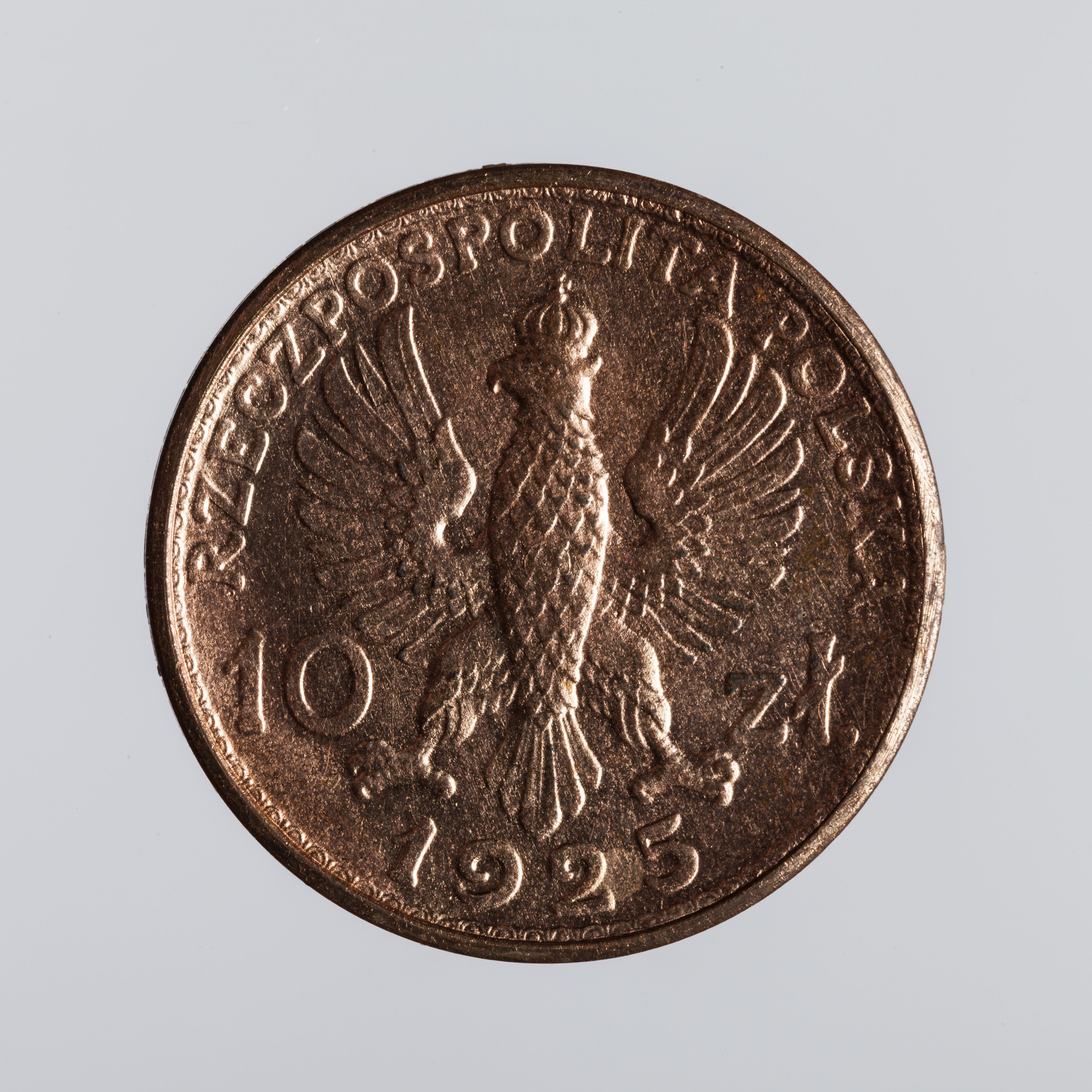
Moneta o nominale 10 złotych z 1925 roku (awers)

Destabilizacja gospodarki doprowadziła do poważnego kryzysu skarbu państwa, niemożności skutecznego pokrywania wydatków budżetu i zaburzeń społecznych, jako że gwałtowny spadek dochodów ludności i braki w zaopatrzeniu wywołały rozruchy. Okoliczności te doprowadziły do upadku gabinetu Witosa, powołania 19 grudnia 1923 r. rządu Władysława Grabskiego (tzw. pozaparlamentarnego), w którym premier objął także tekę ministra skarbu, i uchwalenia przez Sejm RP nadzwyczajnych pełnomocnictw dla powstałego rządu na okres pół roku, w tym pełnomocnictw dla prezydenta do wydawania rozporządzeń na wniosek rządu w odniesieniu do spraw budżetowych (potem przedłużonych o kolejne sześć miesięcy).

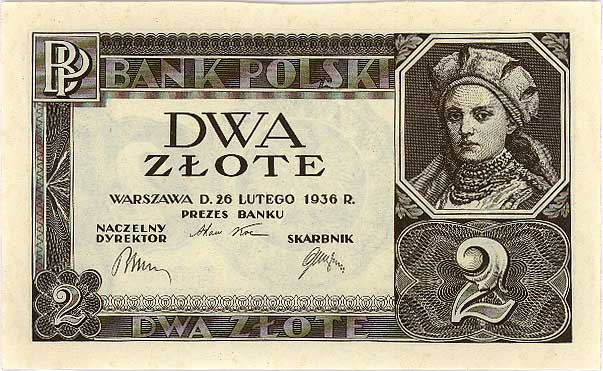
Nowo wprowadzona waluta, Złoty polski (2 złote polskie z 1936)

Głównym celem rządu Grabskiego była reforma walutowa, a do jej przeprowadzenia Grabski uważał za niezbędne zlikwidowanie deficytu budżetowego, gdyż bez reformy skarbu reforma monetarna byłaby nieskuteczna. W ramach udzielonych pełnomocnictw premier Władysław Grabski dokonał sanacji skarbu przede wszystkim poprzez wprowadzenie jednorazowego podatku majątkowego (płaconego przez posiadających majątek powyżej 10 tysięcy ówczesnych franków), waloryzację podatków i reorganizację monopoli skarbowych oraz radykalne cięcia kosztów administracji państwowej
Cięcia wydatków uzyskano m.in. poprzez zakończenie dotowania Polskich Kolei Państwowych i innych przedsiębiorstw państwowych, redukcję nakładów na wojsko i administrację (w tym Ministerstwo Spraw Wewnętrznych i Ministerstwo Wyznań Religijnych i Oświecenia Publicznego), a także egzekucję danin publicznych, tj. zdyscyplinowanie podatników spóźniających się z opłacaniem podatków poprzez wyższe kary. Ogólnie kosztami reformy obciążono głównie zamożniejsze warstwy społeczeństwa, m.in. niezdecydowano się na zniesienie indeksacji płac w budżetówce mimo jej inflacjogennego charakteru, a obniżenie ceł importowych miało powstrzymać krajowych przedsiębiorców od podnoszenia cen.
Już w lutym 1924 r. rząd ogłosił uzyskanie bieżącej równowagi budżetowej, a sprzedaż dolarów przez PKKP pozwoliła ustabilizować jego kurs na poziomie 9,2−9,3 mln marek, w związku z czym rząd zaprzestał z końcem marca tego roku emisji marki polskiej.

## Wprowadzenie złotego i powołanie Banku Polskiego

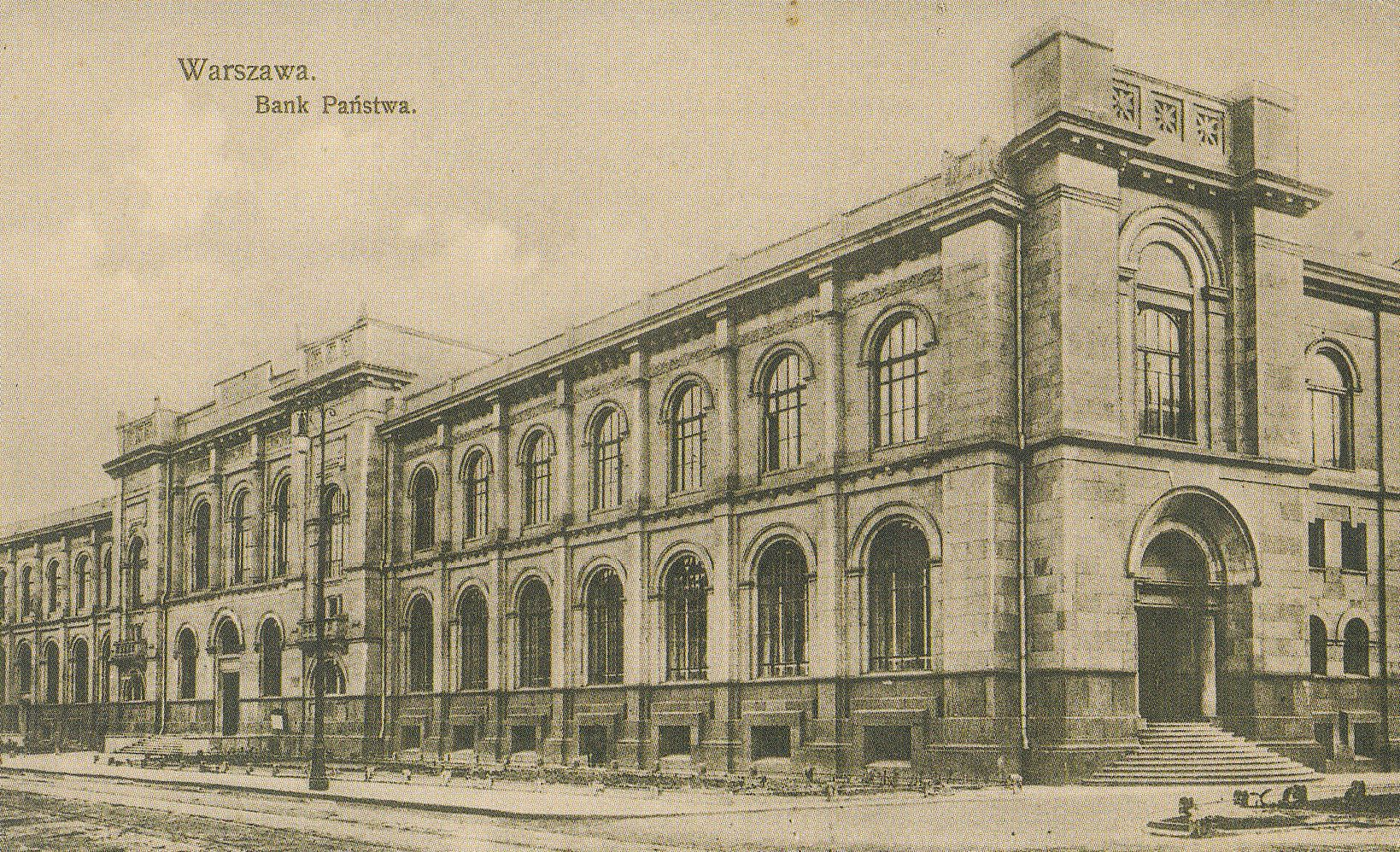
Budynek Banku Państwa przy ul. Bielańskiej 10, późniejsza siedziba Banku Polskiego, ok. 1908

W styczniu 1924 r. rząd wydał rozporządzenie ustanawiające nową walutę – złotego i powołał jej emitenta – Bank Polski, który zastąpił Polską Krajową Kasę Pożyczkową jako wyłączny emitent waluty państwa polskiego z dniem 28 kwietnia 1924 roku. Przeprowadzono pełną wymianę marek polskich na złote, przy utrzymaniu w obiegu obu walut do końca czerwca 1924 r. (możliwość wymiany marek na złote zachowano do 31 maja 1925 r.). Stosunek wymiany marki polskiej na złotego Grabski ustanowił na 1 800 000:1.

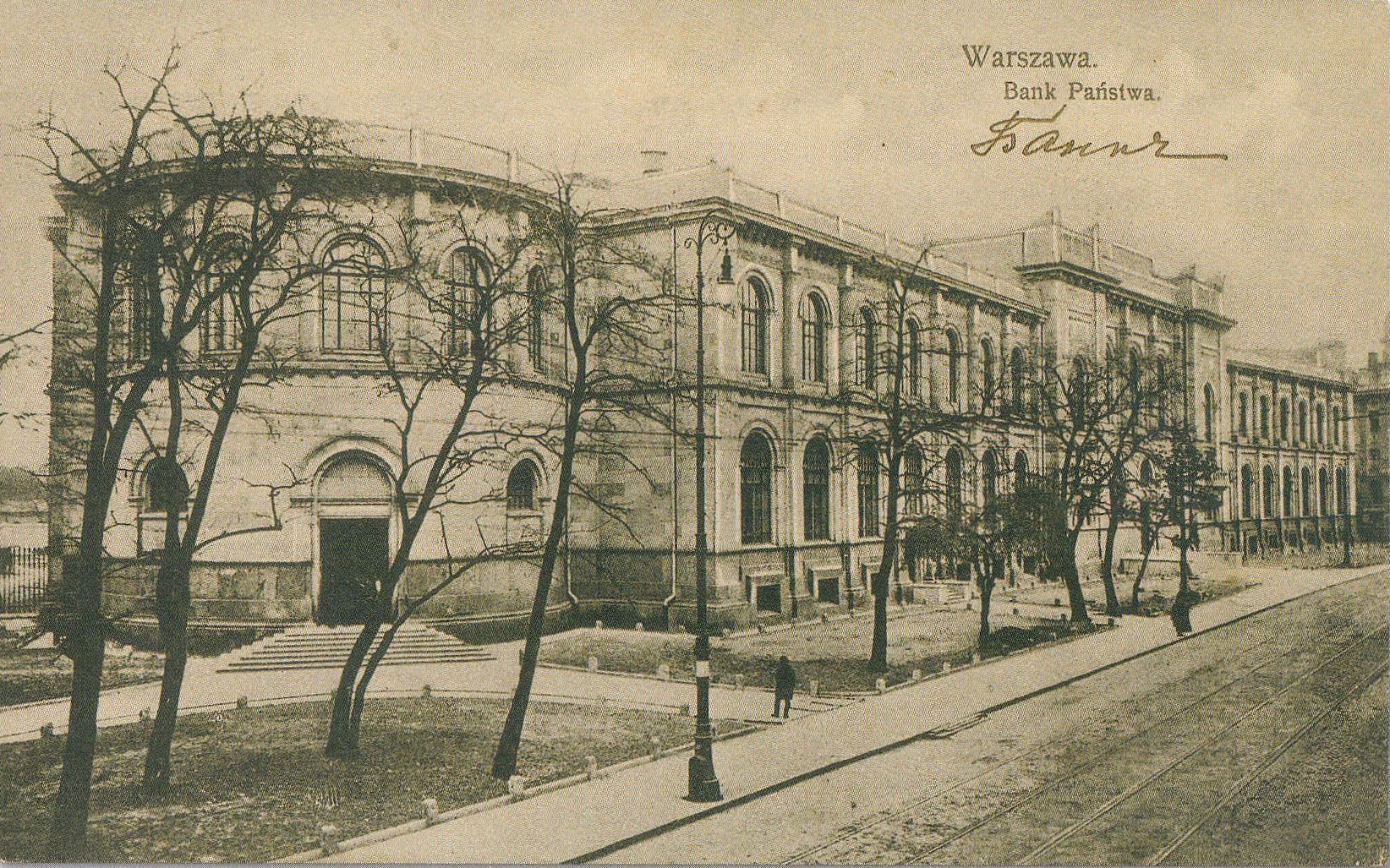
Budynek Banku Państwa ok. 1914 r.

By uniknąć w przyszłości nacisków kolejnych rządów na bank centralny, zdecydowano o utworzeniu go w formie prywatnej spółki akcyjnej o kapitale zakładowym równym 100 mln zł, a nie banku państwowego. Prezesem banku został Stanisław Karpiński. Dodatkowo ustawowo ograniczono możliwość zadłużenia skarbu państwa w banku do 100 mln zł. Zapowiedź Komitetu Organizacyjnego banku o udzielaniu kredytów przede wszystkim środowiskom związanym z potencjalnymi akcjonariuszami pozwoliło na zgromadzenie założonego kapitału, jednocześnie unikając angażowania kapitału zagranicznego. Całość reform Grabskiego została przeprowadzona z wykorzystaniem wyłącznie zasobów krajowych, by zachować niezależność Polski w sprawach finansowych; w tym samym celu odrzucono propozycję doradztwa ze strony brytyjskiej misji Hiltona Younga. W Banku Polskim Skarb Państwa zachował pakiet większościowy i akcje uprzywilejowane.
Emisja złotego w 30% miała pokrycie w złocie, dewizach i stabilnych walutach zagranicznych. Jeden złoty był równy frankowi szwajcarskiemu, a nowa waluta została oparta na parytecie złota: wartość 1 złotego ustalono na równoważną 0,29 grama złota, zaś parytet złotego do dolara na poziomie 5,18 zł za 1 USD.

## Upadek rządu
Wobec rysującej się możliwości zrównoważenia budżetu w 1924 r. przyjęto nową ustawę budżetową na drugie półrocze, jednak w praktyce nie osiągnięto zrównoważenia dochodów i wydatków, a narastająca recesja doprowadziła już jesienią do spadku wpływów w ślad za pogarszającą się kondycją przedsiębiorstw i wzrostem bezrobocia, a także z powodu niemożności ściągnięcia podniesionego podatku majątkowego. Jedną z przyczyn tego stanu rzeczy było zniknięcie premii inflacyjnej i postabilizacyjny kryzys trwający z różnym natężeniem do 1926 roku.
W tym okresie doszło do spadku kursu do ok. 10 zł za dolara, skutkiem czego zaczęły rosnąć ceny. Przełożyło się to na pogorszenie nastrojów, obawy o powrót hiperinflacji, a pojawiające się od września problemy z płynnością banków doprowadziły do paniki i wycofywania depozytów, przy czym jednym z powodów pogorszenia kondycji banków były restrykcje kredytowe wprowadzone przez Bank Polski w celu obrony parytetu złotego. Dodatkowo Bank Polski zawiesił wymienialność złotego i przestał skupować krajową walutę za granicą. Ostatecznie banki uratowało państwo, tworząc Fundusz Pomocy Instytucjom Kredytowym. Niepowodzeniem zakończyły się także próby zaciągnięcia pożyczki w USA, bowiem po pierwszej transzy Amerykanie wycofali się z umowy. Deficyt usiłowano pokrywać emisją bilonu i biletów skarbowych, co zagroziło stabilności pieniądza, w efekcie Grabski utracił zaufanie sektora bankowego, przemysłowców i handlu.
Rozbieżne zdania co do dalszej polityki wywołały konflikt Grabskiego z prezesem Banku Polskiego Stanisławem Karpińskim, bowiem Grabski obstawał przy utrzymaniu stałego kursu złotego i sprzeciwiał się dewaluacji. W konsekwencji niemiecko-polskiej wojny celnej w 1925 r. i wynikającego z niej pogłębiającego się deficytu bilansu handlowego, Bank Polski w listopadzie 1925 r. odmówił premierowi Grabskiemu dalszej interwencji giełdowej w prowadzonej od lipca obronie sztywnego kursu złotego, gdyż była ona nieskuteczna. Mimo że w październiku i listopadzie sytuacja została opanowana, Grabski podał się 14 listopada 1925 r. do dymisji wraz z gabinetem w przekonaniu o niemożliwości kontynuacji swej polityki gospodarczej. Dymisja rządu spowodowała dalszy spadek kursu złotego. Odejście rządu nastąpiło przy powszechnym poczuciu poniesionej przez niego porażki i szerokiej krytyki.

## Następstwa
Destabilizacja polityczna, która nastąpiła po upadku gabinetu Grabskiego otworzyła drogę do przeprowadzonego w maju 1926 przez Józefa Piłsudskiego przewrotu majowego, gdyż nowy minister skarbu Jerzy Zdziechowski z rządu Aleksandra Skrzyńskiego zniósł indeksację płac i obniżył pracownikom administracji pensje o 10%. Grabski protestował przeciwko temu, w szczególności w odniesieniu do budżetów Ministerstwa Spraw Wojskowych oraz Policji Państwowej, ostrzegając przed możliwymi konsekwencjami tych decyzji.
W lutym 1926 r. nastąpiła poprawa koniunktury, gdy wzrosła produkcja i spadło bezrobocie, jednak wkrótce potem Polska Partia Socjalistyczna zerwała wielką koalicję z prawicą, co doprowadziło do upadku rządu Skrzyńskiego. W maju 1926 r. Grabski był jeszcze kandydatem na premiera rządu pozaparlamentarnego, ale po przewrocie odsunął się od życia politycznego i wrócił do kariery akademickiej, a w drugiej połowie 1926 r. nastąpiła poprawa koniunktury gospodarczej za sprawą wzrostu eksportu stymulowanego spadkiem wartości złotego, strajkiem górnictwa brytyjskiego i ogólnie dobrą koniunkturą gospodarczą w Europie, w szczególności w Niemczech, wobec których zmniejszono obciążenia reparacyjne.
Rządy pomajowe początkowo kontynuowały politykę fiskalną Grabskiego, co zaleciła zaproszona jeszcze przez rząd Skrzyńskiego misja doradców ekonomicznych pod przewodnictwem Edwina W. Kemmerera. Dzięki tej misji rząd otrzymał 62 mln dolarów i 2 mln funtów pożyczki, przeprowadził dewaluację złotego o 42%, do kursu 8,91 zł za dolara i wycofał z obiegu bilety skarbowe rządu Grabskiego, w efekcie czego krycie złotego kruszcem wyniosło faktycznie 72%. W efekcie kurs złotego ustabilizował się aż do 1934 roku i rewaluacji złotego po spadku kursu dolara do poziomu 5,20-5,30 zł za USD. Taki kurs był utrzymany do wybuchu II wojny światowej.
Reformy Grabskiego zwiększyły możliwości kredytowe państwa, w czym znaczącą rolę odgrywały Bank Polski oraz nowy Bank Gospodarstwa Krajowego, który udzielał długoterminowych kredytów budownictwu, samorządom i przemysłowi. Uregulowanie działalności sektora bankowego nastąpiło jednak dopiero w 1928 r. rozporządzeniami prezydenckimi.
Reforma walutowa doprowadziła do ustabilizowania sytuacji politycznej i gospodarczej i pozwoliła na rozwój Polski w latach 20. i 30. XX wieku. Złoty był do 1939 r. jedną z najbardziej stabilnych walut w Europie i walutą w pełni wymienialną.